# گرگ گال
گرگ گال (انگلیسی: Greg Gall؛ زادهٔ ۲۹ دسامبر ۱۹۶۵) موسیقی‌دان اهل ایالات متحده آمریکا است. وی بین سال‌های ۱۹۹۵ تا ۲۰۱۱ میلادی فعالیت می‌کرد.